# Notophysis cloetensi
Notophysis cloetensi är en skalbaggsart som beskrevs av Auguste Lameere 1903. Notophysis cloetensi ingår i släktet Notophysis och familjen långhorningar. Inga underarter finns listade i Catalogue of Life.